# Sanchezia dasia
Sanchezia dasia är en akantusväxtart som beskrevs av Emery Clarence Leonard och L. B. Smith. Sanchezia dasia ingår i släktet Sanchezia och familjen akantusväxter. Inga underarter finns listade i Catalogue of Life.